# 原惣兵衛

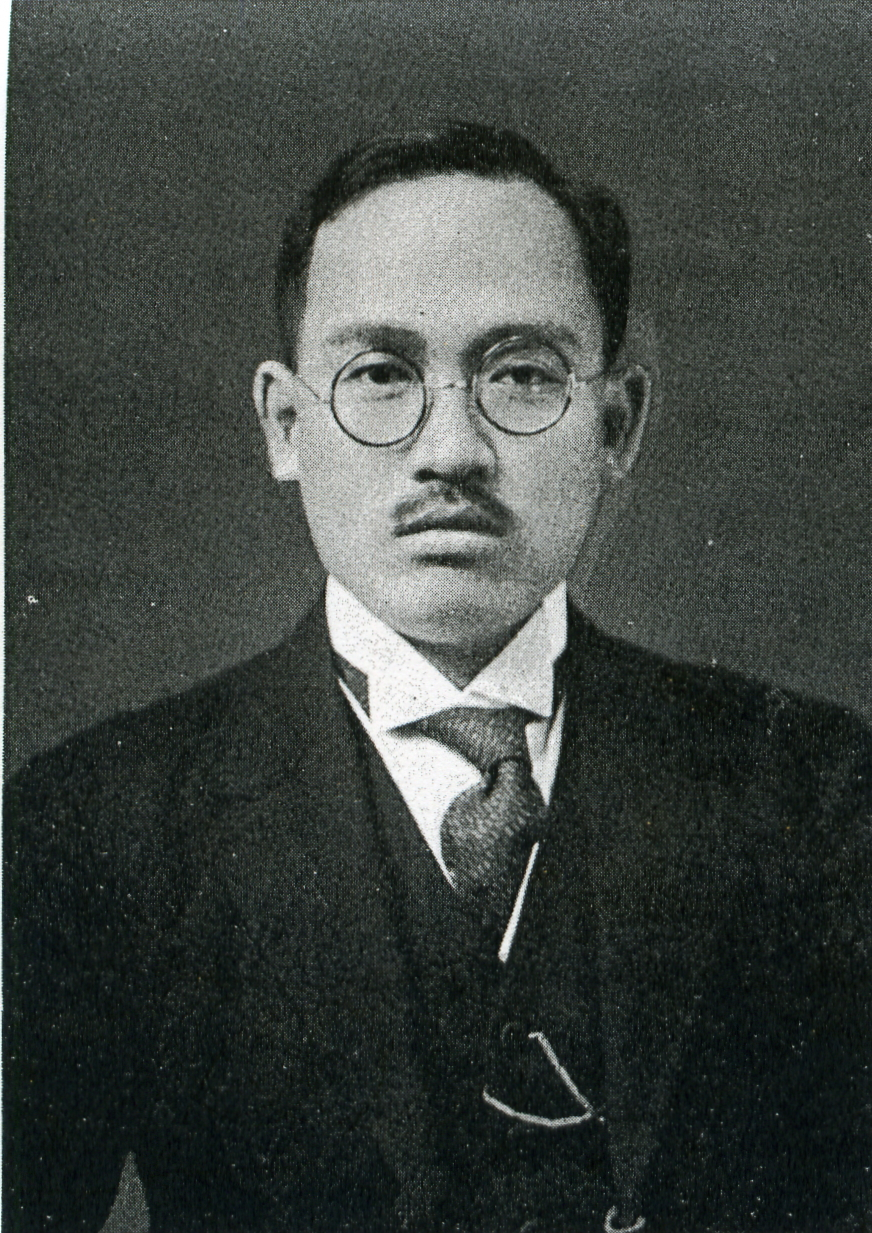
原惣兵衛

原 惣兵衛（はら そうべえ、1891年（明治24年）1月20日 - 1950年（昭和25年）1月30日）は、衆議院議員（政友本党→立憲政友会）、姫路市長。

## 経歴
兵庫県赤穂郡上郡村（現上郡町）出身。父親の事業の失敗により1902年（明治35年）に大阪へ転居する。1912年（大正元年）6月、大阪の陸軍第4師団輜重兵第4大隊に入隊。在営満期で除隊。
1919年（大正8年）、日本大学専門部法律科を卒業。1920年（大正9年）に弁護士試験に合格し、東京弁護士会に所属した。1921年から1923年にかけて日本大学の海外留学生としてベルリン大学とミュンヘン大学に留学し法学・国家学を学んだ。在独中は在独日本人会常任理事を務めた。関東大震災を機に留学を切り上げ帰国後、弁護士を開業するかたわら、日本大学幹事兼学生監を務めた。
1924年（大正13年）、第15回衆議院議員総選挙に政友本党から出馬し、当選。1925年に鳩山一郎らと主に離党し1926年に立憲政友会に入党。当選回数は合計で6回を数えた。その間、阿部内閣で鉄道政務次官に就任した。
1943年（昭和18年）10月に、清瀬一郎や田中武雄の後押しにより衆議院議員在職のまま姫路市長に就任した。姫路市長としては戦時下の防空体制の強化等に努め、終戦後の1946年（昭和21年）には姫路市と周辺市町村との合併（いわゆる「ラモート合併」）を主導した。ラモート合併により姫路市長退任後も市長臨時代理者として残ったが、大政翼賛会の推薦議員のため公職追放となることが濃厚であったため、追放令適用の審査結果を待たずに辞表を提出している。退官後は弁護士業に専念するとともに、趣味である芝居に情熱を注ぎ、1949年（昭和24年）4月に開催された姫路復興祭では「娘道成寺」に女形として出演した。
その他に東京毎日新聞社副社長を務めた。
「喧嘩惣兵衛」と呼ばれ喧嘩や激しい気性を伝えるエピソードが数多く残されている。もっとも刑法学者の柿沼末太は原を「豪快な半面、実に感覚の鋭敏な人」「良く後輩の面倒を見ると同時に、不思議に他人を引き付ける魅力を持っていた人であった」と評している。河本敏夫が姫路高等学校を放校処分になった際には書生として住まわせ、日本大学への入学や学生生活の面倒を見た。